# Paula Lamarain

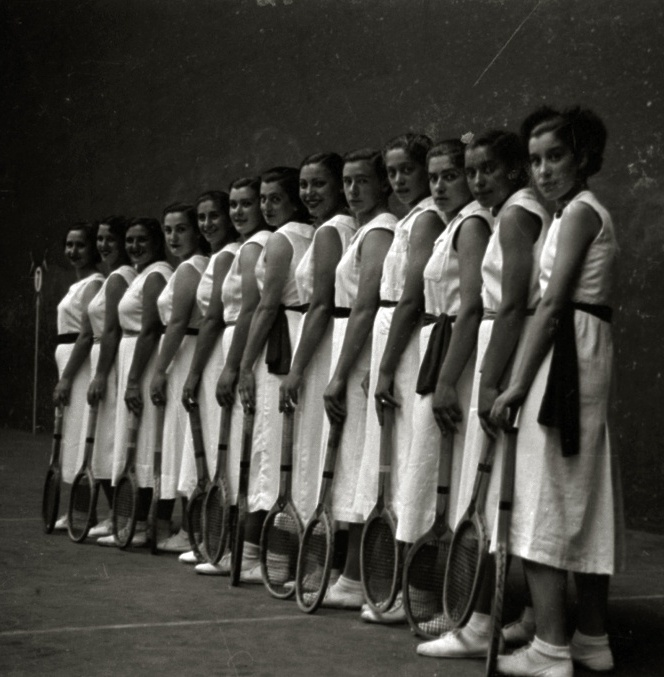
Raquetistas de frontón

Paula Lamarain Astigarraga (Éibar, 1 de diciembre de 1924 - ib., - 11 de marzo de 2018), apodada Paul, fue una pelotari profesional en activo durante más de diez años.

## Primeros años
Paula Lamarain Astigarraga nació en Éibar y en esta localidad tuvo la oportunidad de aprender raqueta. Una vez que inició sus entrenamientos recibió la oferta de un contrato para jugar de manera profesional. Lamarain tuvo otras dos hermanas también raquetistas, Pakita y Antonia, si bien fue Paula la que logró la mayor fama de las tres.

## Carrera de pelotari
Paula Lamarain Astigarraga hizo su debut profesional en pelota vasca a los 14 años en el frontón Tormes de Salamanca. Trabajó como delantera durante dos años. Luego se fue a jugar al Madrid. Allí vivían las hermanas Alberdi, María Luisa y Angelita, también pelotaris profesionales. Allí tuvo la oportunidad de viajar a Barcelona para participar en un torneo. Jugó con María Arrillaga y su hermana Juani en el frontón Chiqui-Alai, cuando pasó a ser conocida como Chiqui a partir de 1939. Tras completar su contrato en Barcelona, regresó a Madrid y de allí a Valencia. En 1942 se trasladó a Tenerife para jugar, donde tuvo mucho éxito. Pasó los últimos años en Valencia. Los artículos de prensa de la época destacaron de ella sus "movimientos rápidos", "su uso de una raqueta a dos manos" y su "golpe fuerte y rotundo".
Contrajo matrimonio con el futbolista Cayetano Menarquez. Ella ganaba más en el frontón que su marido en el fútbol, sin embargo, a los 24 años, al quedar embarazada, se despidió de la raqueta, se retiró de las pistas y regresó al Eibar tras diez años de carrera profesional como pelotari. En los últimos años Paula Lamarain fue miembro de la Asociación de Mujeres Goi Argi.

## Contexto
El documental Apostando por ellas. Historia de las raquetistas de Victoria Cid Gibaja galardonado en 1994 con el Primer Premio por el Instituto Vasco de la Mujer (EMAKUNDE) en la modalidad de "Comunicación Deportiva" relata la vida de estas deportistas de la época entre las que se encuentra Lamarain. En él se trata el contexto en el que estas mujeres desarrollaban su profesión, las difíciles relaciones con un público del que recibían ovaciones de pie cuando ganaban, pero del que cuando perdian tenían que escuchar gritos e insultos. Unas mujeres que llegaron a ganar mucho dinero pero que, luego, cayeron en el olvido.